# Braccio da Montone

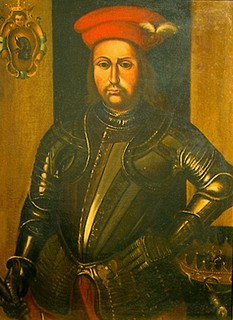
Braccio da Montone.

Braccio da Montone, född 1 juli 1368, död 5 juni 1424, var en italiensk kondottiär.
Montone härstammade från Perugia och lärde sig krigskonsten hos den berömde kondottiären Alberico da Barbiano. Med sitt svärd tjänade han olika italienska makter, bland annat påven, men kom slutligen i konflikt med Martin V. Detta ledde till hans nederlag i slaget vid Aquila 1424, där han dödligt sårades. Montone bildade en berömd krigarskola, ur vilken framstående kondottiärer utgick, bland annat Bartolomeo Colleoni.